# لیوبومیر پولاتایکو
لیوبومیر پولاتایکو (انگلیسی: Lyubomyr Polatayko؛ زادهٔ ۲۱ نوامبر ۱۹۷۹) دوچرخه‌سوار اهل اوکراین است.وی همچنین از دوچرخه‌سواران بازی‌های المپیک تابستانی ۲۰۰۸ بوده است.